# Asier Goiria
Asier Goiria (født 19. september 1980) er en spansk professionel fodboldspiller, som spiller angriber for den spanske klub, CD Numancia, med nummer 12.

## Klubber
| Klub                             | Land    | År        |
| -------------------------------- | ------- | --------- |
| S.D. Amorebieta                  | Spanien | 2001−2002 |
| S.D. Gernika Club                | Spanien | 2002−2003 |
| Athletic Bilbao                  | Spanien | 2003−2004 |
| Burgos CF                        | Spanien | 2004−2005 |
| Logroñés CF                      | Spanien | 2005−2006 |
| Burgos C.F.                      | Spanien | 2006−2007 |
| S.D. Eibar                       | Spanien | 2007−2008 |
| Club Deportivo Numancia de Soria | Spanien | 2008−?    |